# Ottavio De Liva
Ottavio De Liva (* 10. Juni 1911 in Udine, Italien; † 23. August 1965 in Jakarta, Indonesien) war ein römisch-katholischer Erzbischof und Diplomat des Heiligen Stuhls.

## Leben
Ottavio De Liva empfing nach dem Studium der Philosophie und Katholischen Theologie am 8. Juli 1934 durch den Erzbischof von Udine, Giuseppe Nogara, das Sakrament der Priesterweihe für das Erzbistum Udine.
Am 18. April 1962 ernannte ihn Papst Johannes XXIII. zum Titularerzbischof von Heliopolis in Phoenicia und bestellte ihn zum Apostolischen Internuntius in Indonesien. Der Erzbischof von Wien, Franz Kardinal König, spendete ihm am 27. Mai desselben Jahres die Bischofsweihe; Mitkonsekratoren waren der Erzbischof von Udine, Giuseppe Zaffonato, und der Offizial im Staatssekretariat des Heiligen Stuhls, Kurienerzbischof Lino Zanini.
Ottavio De Liva nahm an der zweiten und dritten Sitzungsperiode des Zweiten Vatikanischen Konzils teil.